# جولي مارتن
جولي مارتن (بالإنجليزية: Julie Martin)‏ هي منتجة تلفزيونية وكاتبة سيناريو أمريكية، ولدت في 1938.

## وصلات خارجية
- جولي مارتن على موقع IMDb (الإنجليزية)
- جولي مارتن على موقع ألو سيني (الفرنسية)
- جولي مارتن على موقع قاعدة بيانات الأفلام السويدية (السويدية)
- جولي مارتن على موقع كينوبويسك (الروسية)